# Chorsábád
Dúr Šarrukín („Pevnost Sargonova“), v současnosti Chorsábád, bylo hlavní město Asýrie (respektive Novoasyrské říše) za vlády Sargona II. Asyrského. Chorsábád je nyní vesnice v severním Iráku, 15 km severovýchodně od Mosulu, která je dodnes obývána Asyřany.

## Historie Města

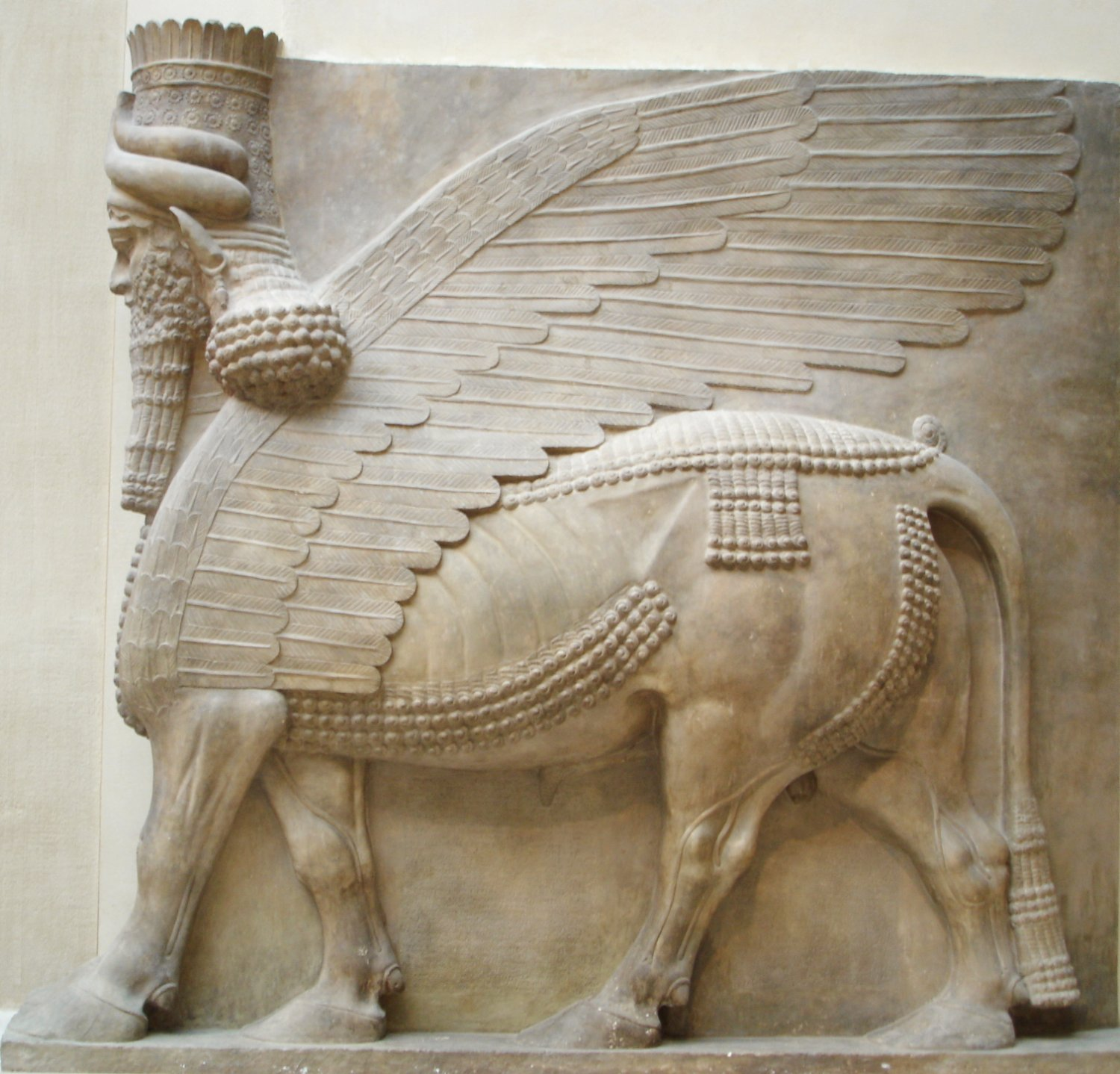
Okřídlený býk s lidskou hlavou šédu, nalezen při Bottových vykopávkách

Roku 713 př. n. l. Sargon nařídil výstavbu nového paláce a města 20 km od Ninive na úpatí Gebel Musri. Zakoupil půdu, a aby přilákal dostatečný počet pracovníkú pro stavbu, rozhodl se anulovat jejich dluhy. Půda v okolí města byla zkultivována a byly zde založeny olivovníkové plantáže za účelem zvýšení produkce oleje ( v té době pro Asýrii nedostatečné).
Město mělo obdélníkový půdorys o rozměrech 1760 × 1635 m. Ohraničená plocha zahrnovala 3 čtvereční kilometry, či 700 akrů. Délka obranných zdí dosahovala 16280 asyrských délek, hodnota čísla odpovídala numerickému vyjádření Sargonova jména. Zdi města byly opravdu masivní a obsahovaly 157 věží pro zvýšení obranyschopnosti. Do města se dalo vstoupit jednou ze sedmi vstupních bran. Na obezděné terase se nacházely chrámy a královský palác. Hlavní chrámy byly zasvěceny bohům Nabuovi, Šamašovi a Sinovi, zatímco Adad, Ningal a Ninurta měli menší svatyně. Chrámová věž, zikkurat, zde byla také postavena. Palác byl vstavěn do pevnosti na východním okraji města a obsahoval 209 síní a nádvoří. Byl zkrášlen sochami a reliéfy na zdech, brány byly ozdobeny sochami okřídlených býků šédu. Obytné domy ve městě byly postaveny z nepálených cihel.
Dvůr byl do Dúr Šarrukínu přemístěn roku 706 př. n. l., i když město ještě nebylo úplně dokončeno. Sargon byl zabit během bitvy roku 705 př. n. l.. Jeho syn a nástupce Sinacherib projekt opustil, a přemístil hlavní město i s jeho administrací
do města Ninive. Město Dúr Šarrukín nebylo nikdy dokončeno a bylo opuštěno, když o století později padla celá Asyrská říše.

## Vykopávky
Město bylo poprvé nalezeno francouzským konzulem v Mosulu, Paul-Émilem Bottaou v roce 1843. Botta věřil, že Chorsábád je biblickým Ninive. Na místě probíhaly vykopávky v letech 1842–1844 a později 1852–1855, přičemž nálezy byly posílány do pařížského Louvru.
Další vykopávky zde prováděl americký tým z Oriental Institute, Chicago v letech 1928–1935.